# 日本大学事業部
株式会社日本大学事業部（にほんだいがくじぎょうぶ、Nihon University Enterprise Co.,Ltd.）は、かつて存在した学校法人日本大学が全額出資する同法人の関連会社である。

## 概要
田中英壽が第12代理事長に就任した翌年の2009年7月、事業会社開設準備室設置。同年11月、学内外の公募により社名決定。2010年1月、設立。
2014年12月、前年比1.6倍の売上高約13億円を記録。2016年売上高約44億円、2017年売上高約69億6000万円と急成長を遂げた。しかし同大学理事らによる背任事件の舞台となり、大学は再発防止策として事業部の清算を表明。2022年12月31日をもって解散した。